# Gemiring Lor
Gemiring Lor is een bestuurslaag in het regentschap Jepara van de provincie Midden-Java, Indonesië. Gemiring Lor telt 5790 inwoners (volkstelling 2010).